# Рекіцеле
Рекіцеле (рум. Răchițele) — село у повіті Клуж в Румунії. Входить до складу комуни Мергеу.
Село розташоване на відстані 354 км на північний захід від Бухареста, 54 км на захід від Клуж-Напоки.

## Населення
За даними перепису населення 2002 року у селі проживали 836 осіб, з них 834 особи (99,8%) румунів. Рідною мовою 835 осіб (99,9%) назвали румунську.